# والری بورزوف
والری بورزوف (اوکراینی: Валерій Пилипович Борзов؛ زادهٔ ۲۰ اکتبر ۱۹۴۹) دونده بازنشستهٔ دو سرعت، رئیس سابق کمیته ملی المپیک اوکراین و وزیر ورزش و جوانان اوکراین است. او در المپیک مونیخ به عنوان دوندهٔ اتحاد جماهیر شوروی دو مدال طلای ماده‌های ۱۰۰متر و ۲۰۰متر دو سرعت را از آن خود کرد.
بورزوف همچنین دریافت‌کنندهٔ نشان لنین بوده است.

## نگارخانه

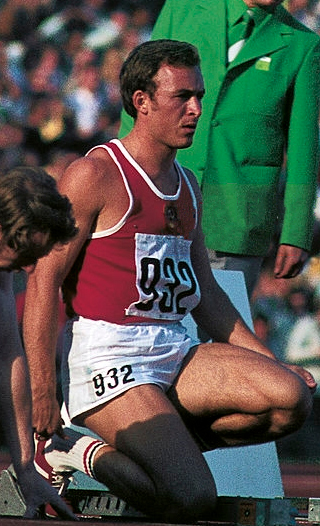
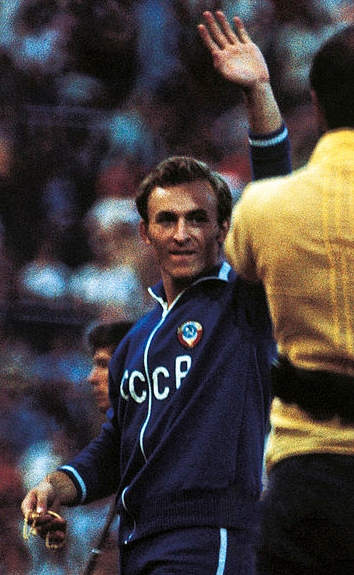